# The Tender Trap (film)
The Tender Trap este un film de comedie, muzical și de dragoste american din 1955, regizat de Charles Walters. În rolurile principale joacă actorii Frank Sinatra, Debbie Reynolds și David Wayne.

## Distribuție
- Frank Sinatra — Charile Y. Reader
- Debbie Reynolds — Julie Gillis
- Celeste Holm — Sylvia Crewes
- David Wayne — Joe McCall
- Lola Albright — Poppy Mastrs
- Jarma Lewis — Jessica Collins
- Howard St. John — Mr. Sayers
- Tom Helmore — Mr. Loughran
- Joey Faye — Sol Z. Steiner
- Willard Sage — Director
- Marc Wilder — Actor—Ballet
- Jack Boyle — Audition Dancer
- James Drury — Eddie